# Renia adspergillus
Renia adspergillus är en fjärilsart som beskrevs av Louis Augustin Guillaume Bosc 1800. Renia adspergillus ingår i släktet Renia och familjen nattflyn. Inga underarter finns listade.

## Bildgalleri

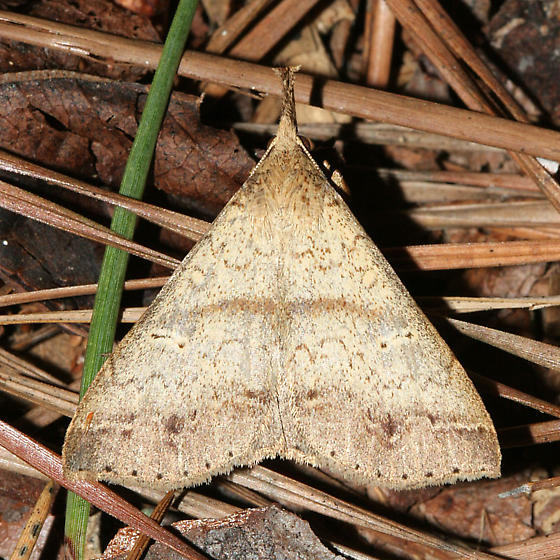